# Neoperla remota
Neoperla remota és una espècie d'insecte plecòpter pertanyent a la família dels pèrlids.

## Descripció
- La femella té una longitud total de, si fa no fa, 22 mm i 26,5 d'envergadura a les ales anteriors.[4]

## Distribució geogràfica
Es troba a Sud-amèrica: Nova Friburgo (el Brasil).